# Kris Peeters (mobiliteitsdeskundige)

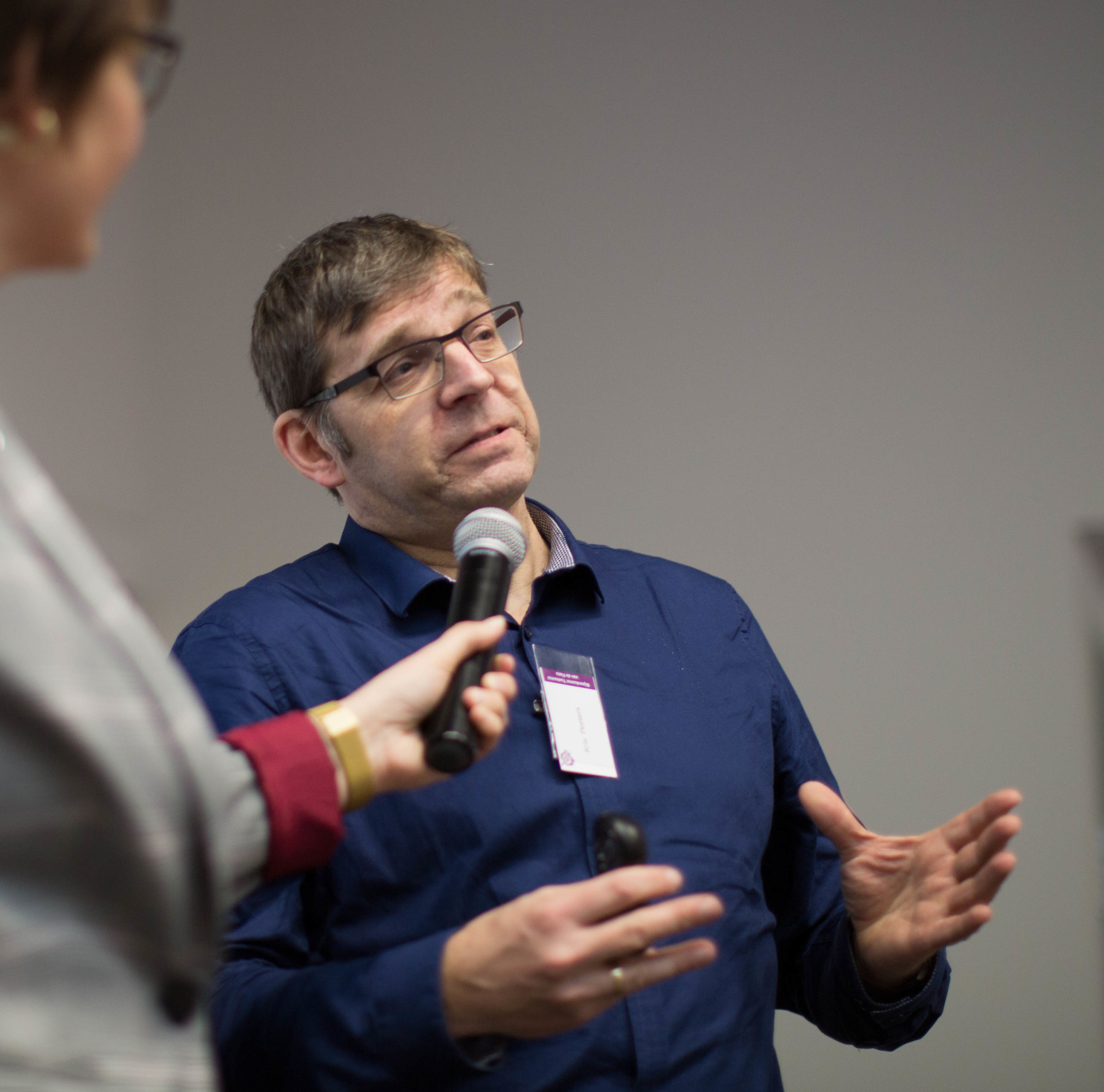
Kris Peeters, 2018

Kris Peeters (21 mei 1964) is een Belgische mobiliteitsdeskundige. Van opleiding is hij socioloog.
Omdat hij een naamgenoot is van CD&V-politicus Kris Peeters, laat hij zich weleens "de andere Kris Peeters" noemen.
Kris Peeters was de eerste fietsambtenaar bij de stad Antwerpen. Nadien werd hij zelfstandig consulent en lector aan de opleiding verkeerskunde van het Hogeschool PXL in Hasselt.
Na de gemeenteraadsverkiezingen van 2000 werd Peeters schepen van mobiliteit in Herentals voor Groen!. Hij is niet meer politiek actief.
Peeters schreef vier boeken over mobiliteit. Peeters is kritisch over het huidige autobeleid in Vlaanderen, maar verzet zich niet tegen de auto op zich. Wel bepleit hij de invoer van het rekeningrijden en is hij kritisch over het fiscaal beleid dat wordt gevoerd met betrekking tot bedrijfswagens.
In 2014 werd Peeters genomineerd voor de titel 'meest inspirerende verkeerskundige 2014' door het Nederlandse vakblad Verkeersnet, en in 2016 werd Peeters een van de genomineerden in de categorie "persoonlijkheid van het jaar" van het Netwerk Duurzame Mobiliteit. In 2016 won hij de persoonlijkheidsprijs van de MoRo (Georges Allaert-prijs).
In 2021 maakte Peeters bekend dat hij, na twintig jaar, opstapte bij de stad Antwerpen.